# Spiennes
Spiennes este o localitate din comuna Mons, amplasată la cca 6 km sud-est de centrul comunei, în Valonia, Belgia. Până în 1977 Spiennes era o comună separată, după această dată fiind înglobată in comuna Mons teritoriul fiind organizat ca o secțiune a acesteia. 
Localitatea s-a făcut cunoscută prin cariera neolitică de silex (cremene), înscrisă pe lista patrimoniului cultural mondial UNESCO.